# Roger Velasquez
Roger Velasquez (Daniel Roger Velasquez; * 11. Dezember 1943 in Markirch) ist ein ehemaliger französischer Sprinter, der sich auf den 400-Meter-Lauf spezialisiert hatte.
Bei den Olympischen Spielen 1972 schied er im Viertelfinale des Einzelbewerbs aus. In der 4-mal-400-Meter-Staffel gewann er mit der französischen Mannschaft in 3:00,65 min die Bronzemedaille hinter den Stafetten aus Kenia und dem Vereinigten Königreich.
1974 gewann er die Silbermedaille in der 4-mal-2-Runden-Staffel bei den Leichtathletik-Halleneuropameisterschaften in Göteborg hinter der schwedischen Staffel. Bei den Leichtathletik-Europameisterschaften in Rom war er Mitglied des französischen Quartetts, das die Bronzemedaille in der 4-mal-400-Meter-Staffel erhielt. Bei den Olympischen Spielen 1976 schied er im Vorlauf der Staffel aus.
Seine persönliche Bestzeit von 46,15 s stellte er am 23. Juli 1972 in Colombes auf.
Roger Velasquez ist 1,75 m groß und wog in seiner aktiven Zeit 70 kg. Er startete für den AS Police Paris.